# Richtlinien zur Durchführung der Gefahrgutverordnung Straße und Eisenbahn
Die Richtlinien zur Durchführung der Gefahrgutverordnung Straße und Eisenbahn (früher RSE, heute RSEB) werden zur Sicherstellung einer einheitlichen Anwendung und Auslegung der Vorschriften für die Beförderung von Gefahrgut von Bund und Ländern erarbeitet und enthalten Anwendungshinweise zur GGVSE und ADR/RID, Formblätter, Muster sowie den Buß- und Verwarnungsgeldkatalog.
Die Länder setzen die RSE in allgemeine Verwaltungsvorschriften um. Dabei kann es zu Ergänzungen der Erläuterungen kommen.

## Übersicht über die Einführung der RSE in den Ländern (alte Fassung; neue Fassung siehe unten)
| Bundesland             | Erlass / Fundstelle |
| ---------------------- | --- |
| Baden-Württemberg      | Verwaltungsvorschrift vom 17. Januar 2006 (GABl. S. 174)                                                                                  |
| Bayern                 | Einführung vom 23. Mai 2007 Az.: VII/8-7313/1112/1 mit Abweichungen und Ergänzungen                                                       |
| Berlin                 | Einführung vom 6. September 2005 (ABl. für Berlin Nr. 46 vom 16. September 2005 S. 3528)                                                  |
| Brandenburg            | nicht formal eingeführt |
| Bremen                 | Einführung vom 15. April 2005 (ABl. Nr. 38 vom 3. Mai 2005 S. 246)                                                                        |
| Hamburg                | Einführung vom 17. Mai 2005 (Amtl. Anz. Nr. 45 vom 3. Juni 2005 S. 1034)                                                                  |
| Mecklenburg-Vorpommern | Einführung vom 8. Juni 2005 (AmtsBl.M-V S. 747)                                                                                           |
| Niedersachsen          | Schreiben des Verkehrsministeriums vom 6. Februar 1996 - (401.2-24.44.03 - Einführung mit gleitendem Verweis auf RSE)                     |
| Nordrhein-Westfalen    | Rd.Erl. vom 22. Juni 2005 (MBl. NRW.2005 S. 790): Einführung RSE vom 20. Januar 2005                                                      |
| Rheinland-Pfalz        | Verwaltungsvorschrift vom 9. Mai 2003 (MinBl. vom 18. Juli 2003 S. 374): Einführung mit gleitendem Verweis auf RSE                        |
| Saarland               | Einführung vom 15. Juni 2005 (ABl. des Saarlandes vom 30. Juni 2005 S. 1001)                                                              |
| Sachsen                | Einführung vom 25. September 2002 (SächsABl. Nr. 43 S. 1094): Einführung mit gleitendem Verweis auf RSE                                   |
| Sachsen-Anhalt         | RdErl. des MBV vom 5. November 2002 (MBl. LSA Nr. 59/2002 vom 9. Dezember 2002 S. 1195): gleitender Verweis auf RSE bis 31. Dezember 2007 |
| Schleswig-Holstein     | Schreiben des Wirtschaftsministeriums vom 23. März 2005 - VII 426.626.133-5.1-0-:Einführung RSE 2005                                      |
| Thüringen              | RSE 2005 nicht eingeführt, RSE 2003 vom 1. September 2003 (ThürStAnz Nr. 44 S. 2194)                                                      |

## RSEB - Richtlinien zur Durchführung der Gefahrgutverordnung Straße, Eisenbahn und Binnenschifffahrt (GGVSEB)
Nachdem inzwischen die GGVSE aufgehoben und anstelle dessen die GGVSEB getreten ist, wurden auch die RSE zu RSEB umbenannt.
Zur Umsetzung vergleiche die oben bei RSE beschriebene Vorgehensweise, die prinzipiell beibehalten wurde.